# Падев-Народова (гмина)
Падев-Народова (пол. Padew Narodowa) — сельская гмина (волость) в Польше, входит как административная единица в Мелецкий повет, Подкарпатское воеводство. Население — 5492 человека (на 2005 год).

## Демография
| Перепись                       | Всего   | Всего | Женщины | Женщины | Мужчины | Мужчины |
| ------------------------------ | ------- | ----- | ------- | ------- | ------- | ------- |
| Единицы                        | человек | %     | человек | %       | человек | %       |
| Население                      | 5420    | 100   | 2679    | 49,4    | 2741    | 50,6    |
| Плотность населения (чел./км²) | 76,8    | 76,8  | 38      | 38      | 38,9    | 38,9    |

## Соседние гмины
1. Гмина Баранув-Сандомерски
2. Гмина Гавлушовице
3. Гмина Осек
4. Гмина Тушув-Народовы